# Aphrosylus giordanii
Aphrosylus giordanii är en tvåvingeart som beskrevs av Rampini och Lorenzo Munari 1987. Aphrosylus giordanii ingår i släktet Aphrosylus och familjen styltflugor.
Artens utbredningsområde är Senegal. Inga underarter finns listade i Catalogue of Life.